# Oh Eun-Sun
En aquest nom coreà, el cognom és Oh.
Oh Eun-Sun (en coreà: 오은선, en hanja: 吳銀善) (Namwon, Jeollabuk-do, Corea del Sud, 5 de març de 1966) és una alpinista sud-coreana, la primera dona del seu país que va coronar els set cims. Oh va esdevenir especialment coneguda quan va reivindicar-se com la primera dona a pujar i baixar els catorze cims més alts del món, però el seu ascens al Kangchenjunga fou posat en dubte per diversos experts. Temps després Oh va admetre que es va aturar pocs metres abans del cim del Kangchenjunga, la federació coreana d'alpinisme no va donar per vàlid l'ascens i es va passar a considerar que Edurne Pasaban era la primera dona que havia coronat els catorze cims de més de vuit mil metres del planeta.

## Biografia

### Cursa pels 14 vuit mils
El primer cim de més de vuit mil metres que ascendí Oh va ser el Gasherbrum II, coronant-lo el 17 de juliol de 1997 sense l'ajuda d'oxigen suplementari. Durant els anys posteriors, Oh va atacar diversos cims de més de vuit mil metres, sense èxit, fins que el 2004 va coronar l'Everest, aquest cop amb l'ajuda d'oxigen suplementari. i l'any 2006 ascendia el Shisha Pangma. En aquell moment, Oh comptava amb tres vuit mils coronats, mentre que al capdavant del suposat rànquing d'alpinistes hi havia Edurne Pasaban i Gerlinde Kaltenbrunner, amb nou dels catorze cims cadascuna. L'any següent, Oh ascendia el Cho Oyu i el K2, escurçant diferències amb les altres dues alpinistes, que llavors conquerien el seu desè cim. L'any 2008, Oh va pujar i baixar quatre dels cims que li quedaven pendents, mentre que Pasaban i Kaltenbrunner només n'atacaren un cadascuna. 

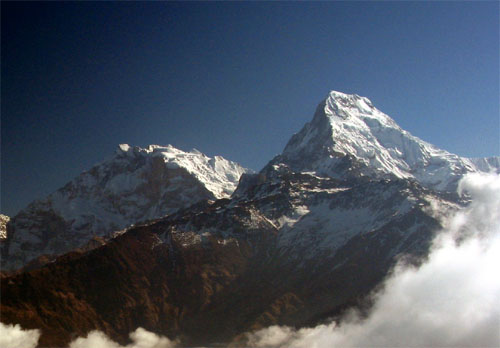
Annapurna I i Sud

El 6 de maig de 2009, Oh va anunciar que havia ascendit el seu desè cim, el Kangchenjunga, la tercera muntanya més alta del món. Aquest fet la convertia en la tercera dona del món i la primera coreana a aconseguir-ho, a més d'esdevenir la primera dona que ascendia els cinc cims més alts del món. El 3 d'agost, Oh coronava el Gasherbrum I i esdevenia la primera dona a coronar tretze cims de més de vuit mil metres.
El seu últim vuit mil, però, es feu esperar. L'abril de 2010, Oh va fer el segon intent de coronar l'Annapurna, ja que en un primer intent dut a terme l'octubre de 2009 va haver de girar cua uns 500 metres abans del cim a causa del mal temps. El 23 d'abril, Oh arribava al camp 3, situat a 6400 metres, però es veié obligada a retardar l'atac al cim arran del fort vent. El dia 26, Oh va necessitar onze hores per arribar del camp 2 (5600m) al camp 4 (7200m)., per atacar el cim el dia 27, que va assolir després de tretze hores d'ascens, assolint així el seu repte de coronar els catorze vuit mils. Oh va concloure el descens de l'Annapurna el 3 de maig.

#### Dubtes sobre la gesta
L'ascens d'Oh al Kangchenjunga de l'any 2009 fou posat en dubte i, per tant, la seva gesta també. Els dubtes arrenquen d'una fotografia que Oh assegurava que s'havia pres al cim, però que es veia tan borrosa que resultava difícil concretar on s'havia posat per fer-la. Aquesta foto és l'única prova visible d'Oh pel que fa a aquesta ascensió, i després que els dubtes sobre la gesta apareguessin a Corea, Oh va assenyalar en una roda de premsa que no es podia evitar que la foto fos borrosa arran de "la boira i d'una violenta tempesta de neu". Un dels xerpes que la van acompanyar en l'atac al cim va assegurar que coneixia prou bé les particularitats de la muntanya com per confirmar que Oh realment havia fet cim.

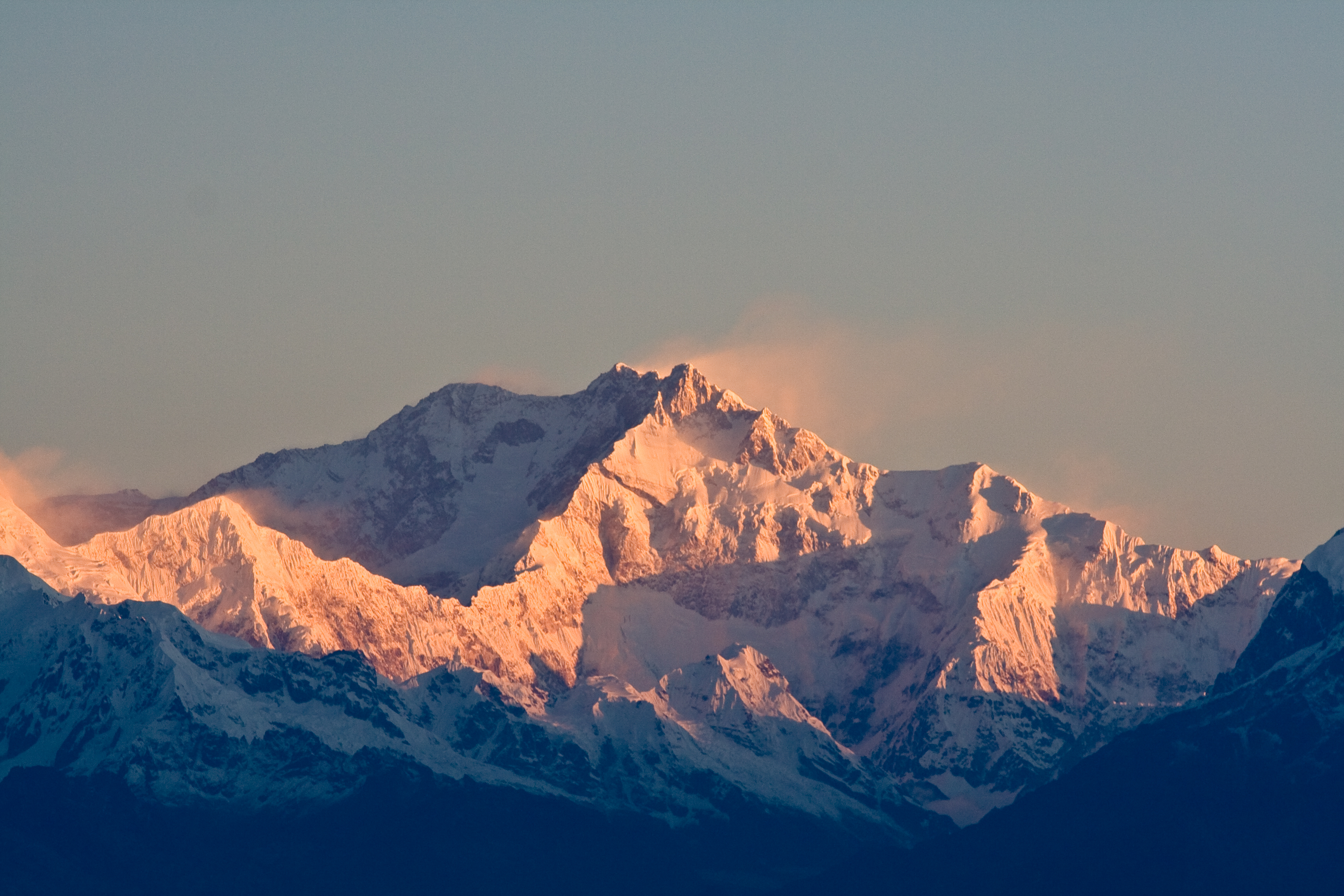
El Kangchenjunga vist des de Darjeeling

L'abril de 2010, Edurne Pasaban qui també aspirava a ser la primera dona a coronar els 14 vuit mils, va entrar a la controvèrsia. Pasaban va parlar amb Oh i el seu equip mentre descendien l'Annapurna (el tretzè cim de Pasaban), i després de descendir, va parlar amb Elizabeth Hawley, qui va decidir considerar com en disputa l'ascens d'Oh al Kangchenjunga. El 24 d'abril, Hawley va justificar la seva decisió dient que "l'única fotografia que hom ha vist mostra Miss Oh dempeus sobre la roca viva, però Pasaban, que estava a la mateixa muntanya al mateix temps em va ensenyar una fotografia del seu equip al cim, dempeus sobre la neu". Hawley va afegir que "dels tres xerpes que van acompanyar Miss Oh, dos reconeixen no haver fet el cim", informació que va extreure de les converses que Pasaban va mantenir amb els xerpes mentre estava a l'Annapurna. Per bé que no té reconeixement oficial, Hawley és considerada l'àrbitre final d'aquestes disputes, i per bé que comptabilitzava l'ascens com a vàlid, va anunciar una investigació al respecte. En aquesta línia, Ferran Latorre va manifestar que la corda fixa de color verd que es veu a la fotografia, instal·lada per l'equip d'Oh, s'acabava uns 200 metres abans del cim, i mentre Eberhard Jurgalski (responsable d'un espai web on es recullen rècords d'alpinisme) reconeixia que "està tot tan embolicat que no es pot distingir la realitat de la ficció", el president de la federació nepalesa d'alpinisme, Ang Tshering, va manifestar que es reconeixia a Oh com la primera alpinista a coronar totes les muntanyes més altes del món, un reconeixement que també li va concedir la web de Jurgalski. Finalment, qui també va afegir-se al reconeixement fou el govern del Nepal.
ExplorersWeb va analitzar en detall el cim en disputa l'any 2009, abans que saltés a les primeres pàgines de la premsa, i va concloure que la disputa es basava en la confusió entre els equips de Go Mi-Young i d'Oh Eun-Sun, que estaven atacant el cim alhora. Aquesta organització va concloure que els dubtes sobre l'ascens de Miss Oh al Kangchenjunga no tenien prou fonament, però que estarien disposats a reconsiderar la postura si s'aportaven noves proves. A més, Reinhold Messner, la primera persona a coronar els 14 vuit mils, va reconèixer la gesta d'Oh després de trobar-se i parlar amb ella.

#### La resposta d'Oh
El 26 d'abril, l'espònsor d'Oh va sortir al pas dels dubtes sobre l'ascens al Kangchenjunga mentre l'alpinista coreana ascendia l'Annapurna. Segons una nota de premsa de Black Yack, hi havia diverses expedicions a la muntanya en aquell moment i cap va posar en dubte que Oh fes el cim. Fins i tot Pasaban va escriure "La coreana Oh Eun-Sun acaba de fer cim malgrat el vent". La nota de premsa prosseguia comentant que el cim del Kangchenjunga no és visible amb un telescopi ni quan hi ha bona visibilitat, i que per tant no hauria de ser sirprenent que ningú pogués verificar visualment que Oh havia arribat al cim. S'afirma que Oh va ser vista per últim cop a la cota 8400, 3 hores i 40 minuts abans de la suposada hora de cim, un marc cronològic que els alpinistes veterans consideren realista. Finalment, la mateixa nota de premsa explicava que els 200 últims metres d'ascens són "més afables, i la corda fixa no és estrictament necessària". De fet, altres alpinistes, incloent Pasaban, havien escalat aquest tram de muntanya sense corda fixa. La mateixa Pasaban va reflexionar que estava confosa, i que "si hagués sabut que aquesta mena de cursa hauria de ser tan controvertida, m'ho hauria pensat dos cops abans de posar-m'hi".
Després de descendir l'Annapurna, Oh va respondre personalment als dubtes plantejats el 3 de maig. Després de mencionar la tristesa que li suposava aquesta situació, Oh va comunicar que la televisió coreana KBS tenia proves en vídeo i fotografia sobre el coronament del Kangchenjunga, que encara no s'havien fet públiques. Oh va respondre a les acusacions de Pasaban dient que per bé que Pasaban afirmava que alguns dels seus xerpes li havien dit que no havia fet cim al Kangchenjunga, no proporcionava cap nom dels xerpes, i es preguntava quin era el motiu. Pasaban respongué l'endemà proporcionant els noms dels xerpes en qüestió tot dient que no els havia fet públics abans perquè aquests encara treballaven per Miss Oh. Tant si va fer cim com no, Oh no ha planificat repetir l'ascensió.

#### Postura d'Elizabeth Hawley
El 3 de maig de 2010, Elizabeth Hawley va mantenir una conversa d'una hora amb Oh a Kathmandu, on li va demanar detalls sobre l'ascens al Kangchenjunga. En finalitzar l'entrevista, Hawley va demanar explíticament a Oh si realment havia conquerit els 14 vuit mils, pregunta que l'alpinista coreana va respondre afirmativament. Hawley li va donar l'enhorabona i va indicar que la gesta continuaria essent reconeguda." Oh serà rebrà crèdit pel seu ascens al Kangchenjunga", va dir Hawley a la premsa. "La seva explicació era completament diferent a la de Pasaban, i no sé qui té raó." No obstant, al llistat de Hawley, l'ascens al Kangchenjunga d'Oh continuarà referenciat com a "en disputa" fins que Pasaban —qui al seu torn havia dit que respectaria la decisió de Hawley, fos quina fos— retiri la seva reclamació. El 23 de maig, Pasaban va reconèixer ser la segona dona en ascendir els 14 cims més alts del món, però encara qüestiona el rècord d'Oh.
Finalment, Hawley va manifestar que probablement, el dubte sobre Oh l'acompanyarà la resta de la seva vida, and that evidence was "piling up" against her. i que sembla que l'única opció que té l'alpinista és tornar a fer el cim i proporcionar bones fotografies de l'esdeveniment.

#### Postura de la federació sud-coreana d'alpinisme
El 26 d'agost de 2010, la federació sud-coreana d'alpinisme (KAF) va considerar que Oh probablement no va arribar al cim del Kangchenjunga. Lee Eui-Jae, secretari general de la federació, va dir que la majoria de delegats creien que les fotos de Miss Oh al Kangchenjunga no semblaven coincidir amb el paisatge del cim, i que les explicacions anteriors d'Oh sobre l'ascens al Kangchenjunga eren poc fiables.
Oh va respondre qualificant la postura de la federació com una opinió unilateral, i va afegir que tots els delegats (7 alpinistes coreans que havien coronat el Kangchenjunga) tenien dubtes sobre la seva gesta de bon principi, i que per tant la conclusió estava presa abans de començar.

#### Després d'Oh al Kangchenjunga
El 27 d'agost de 2010, des de BBC News es va informar que l'alpinista noruec Jon Gangdal formava part d'una expedició que va coronar el Kangchenjunga després del suposat ascens d'Oh, i que havia explicat que havia trobat la bandera coreana que portava Oh uns 50 o 60 metres per sota el cim, subjectada amb pedres.

### Metodologia d'escalada i fonts d'inspiració
Oh s'ha servit d'helicòpters per viatjar entre camps base, a més de disposar d'equips que li preparaven les vies d'ascens per avançat, i se la coneix amb els sobrenoms de Dona de ferro i Esquirol pels seus assoliments en alpinisme. Ara bé, Oh ha estat objecte de dures crítiques per no haver ajudat en el rescat de l'alpinista Tolo Calafat, que morí a l'Annapurna mentre Oh també es trobava a la muntanya. Oh va respondre que no tenia coneixement de la situació de Calafat fins a completar el descens i que llavors ja no podia oferir ajuda:" vam arribar al cim al voltant de les 3 de la tarda i l'alpinista illenc va arribar-hi una hora més tard. Quan vam arribar al camp 4 estàvem exhaustos", va dir Oh, dient que realment volia ajudar però que no estava en condicions de tornar a escalar (unes 7 hores) per rescatar Calafat.
Oh menciona la seva antiga rival, Go Mi-Young, qui va morir l'any 2009 després de coronar 11 vuit mils, com una de les seves fonts d'inspiració. Ha descrit l'alpinisme com "una addicció, que és més forta que qualsevol droga".

### Vida personal
Abans de dedicar-se a l'alpinisme, Oh va estudiar a la Universitat de Suwon, a la província de Gyeonggi. Després de completar l'ascens als 14 vuit mils va anunciar que es prenia un descans de tres o quatre anys:" Els últims anys han estat esgotadors, ara descansaré. Durant aquest període, Oh té al cap fer estudis de tercer cicle i tasques de voluntariat.

## Cims
Vuit mils
- Gasherbrum II - 17 juliol 1997[8]

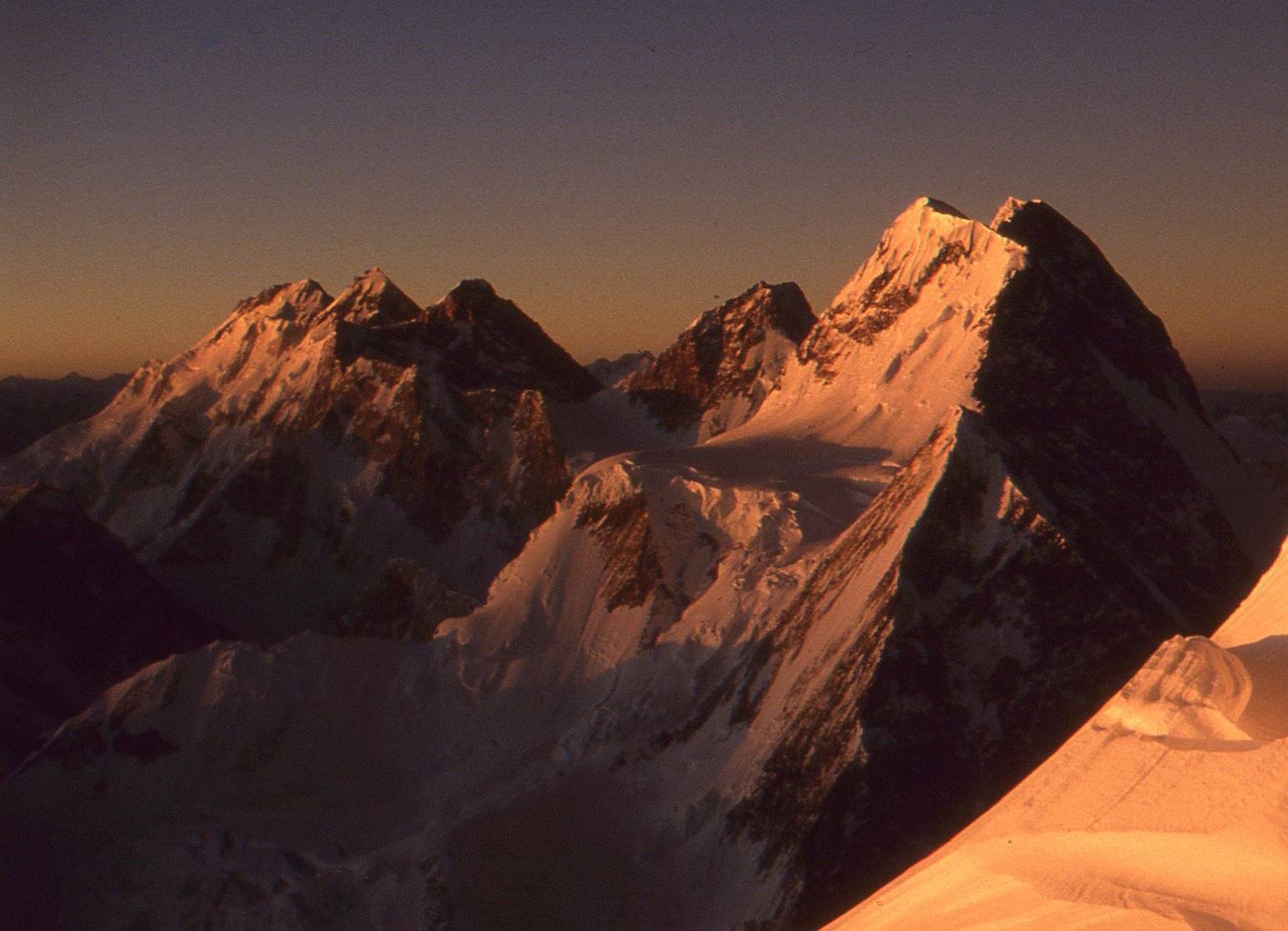
El Broad Peak i el grup dels Garsherbrum, des del K2

- Everest (amb oxigen suplementari) - 20 maig 2004[8]
- Shisha Pangma - 3 octubre 2006[8]
- Cho Oyu - 8 maig 2007[8]
- K2 (amb oxigen suplementari) - 20 juliol 2007[8]
- Makalu - 13 maig 2008[8]
- Lhotse - 26 maig 2008[8]
- Broad Peak - 31 juliol 2008[8]
- Manaslu - 12 octubre 2008[8]
- Kangchenjunga (en disputa)[10] - 6 maig 2009[8]

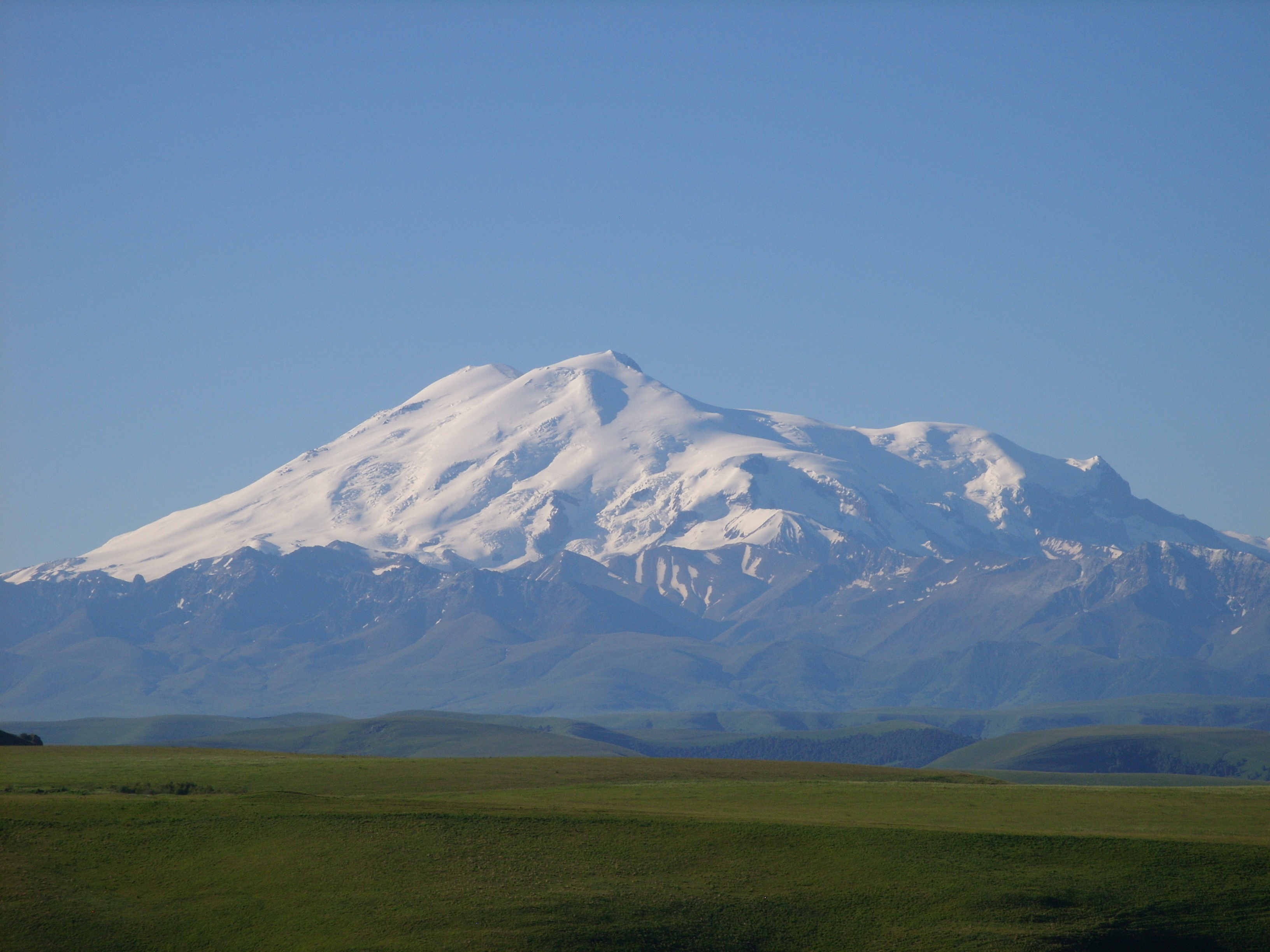
L'Elbrús

- Dhaulagiri - 21 maig 2009[8]
- Nanga Parbat - 10 juliol 2009[8]
- Gasherbrum I - 3 octubre 2009[8]
- Annapurna - 27 abril 2010[4]

Els set cims
- 2002 Elbrús
- 2003 Mont McKinley
- 2004 Aconcagua
- 2004 Kilimanjaro
- 2004 Massís Vinson
- 2004 Mont Kosciuszko
- 2004 Everest[8]